# Friedrich Theodor Vischer
Pour les articles homonymes, voir Vischer.
Friedrich Theodor Vischer, né le 30 juin 1807 à Ludwigsbourg et mort le 14 septembre 1887 à Gmunden, est un historien de la littérature, philosophe et écrivain wurtembergeois. Usant des pseudonymes de Philipp U. Schartenmayer et de Deutobold Symbolizetti Allegoriowitsch Mystifizinsky, il apporta sa contribution notamment dans le champ de l'esthétique.
Il est le père de Robert Vischer.

## Publications
- Über das Erhabene und Komische und andere Texte zur Philosophie des Schönen, 1837
- Kritische Gänge, 1844
- Aesthetik oder Wissenschaft des Schönen, en six parties, 1846
- Kritische Gänge. Neue Folge, en six parties, 1860
- Faust. Der Tragödie dritter Teil (sous le pseudonyme Deutobold Symbolizetti Allegoriowitsch Mystifizinsky), parodie du Faust. Une tragédie (deuxième partie) (de) de Goethe, 1862
- Mein Lebensgang, autobiographie, 1874
- Auch Einer. Eine Reisebekanntschaft, roman, 1879 (édition numérique disponible, reprise sur une édition en deux volumes de 1900, éditée par l'université et bibliothèque d’État de Düsseldorf)
- Altes und Neues, 1881
- Lyrische Gänge, poésie, 1882
- Nicht Ia. Schwäbisches Lustspiel in drei Aufzügen, comédie, 1884
- Altes und Neues. Neue Folge, 1889

### Traductions en français
- Le Sublime et le Comique : Projet d'une esthétique, trad. fr. & présent. Michel Espagne, Paris, Éditions Kimé, 168 p., 2002  (ISBN 978-2841742776)